# Đấu thầu Liên hợp Giải vô địch bóng đá thế giới 2026

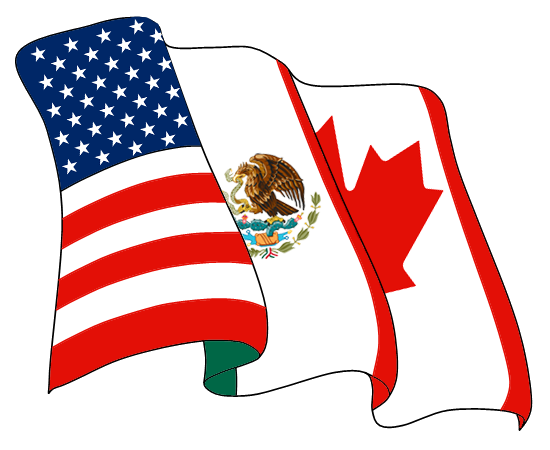

Đấu thầu Liên hợp 2026 (United 2026) là một đấu thầu thành công, do Liên đoàn bóng đá Hoa Kỳ, cùng với Hiệp hội bóng đá Canada và Liên đoàn bóng đá México, để tổ chức Giải vô địch bóng đá thế giới 2026 ở 3 quốc gia Bắc Mỹ là Hoa Kỳ, Canada, và México.

## Các giải đấu thế giới đã đăng cai tổ chức
Canada, México, và Hoa Kỳ đã tổ chức thành công 13 sự kiện FIFA, đó là hầu hết mọi bộ ba quốc gia được kết nối về mặt địa lý trên thế giới.
- Canada
  - Giải vô địch bóng đá U-16 thế giới 1987
  - Giải vô địch bóng đá nữ U-19 thế giới 2002
  - Giải vô địch bóng đá U-20 thế giới 2007
  - Giải vô địch bóng đá nữ U-20 thế giới 2014
  - Giải vô địch bóng đá nữ thế giới 2015
- México
  - Giải vô địch bóng đá thế giới 1970
  - Giải vô địch bóng đá thế giới 1986
  - Cúp Liên đoàn các châu lục 1999
  - Giải vô địch bóng đá trẻ thế giới 1983
  - Giải vô địch bóng đá U-17 thế giới 2011
- Hoa Kỳ
  - Giải vô địch bóng đá thế giới 1994
  - Giải vô địch bóng đá nữ thế giới 1999
  - Giải vô địch bóng đá nữ thế giới 2003

## Uỷ ban đấu thầu

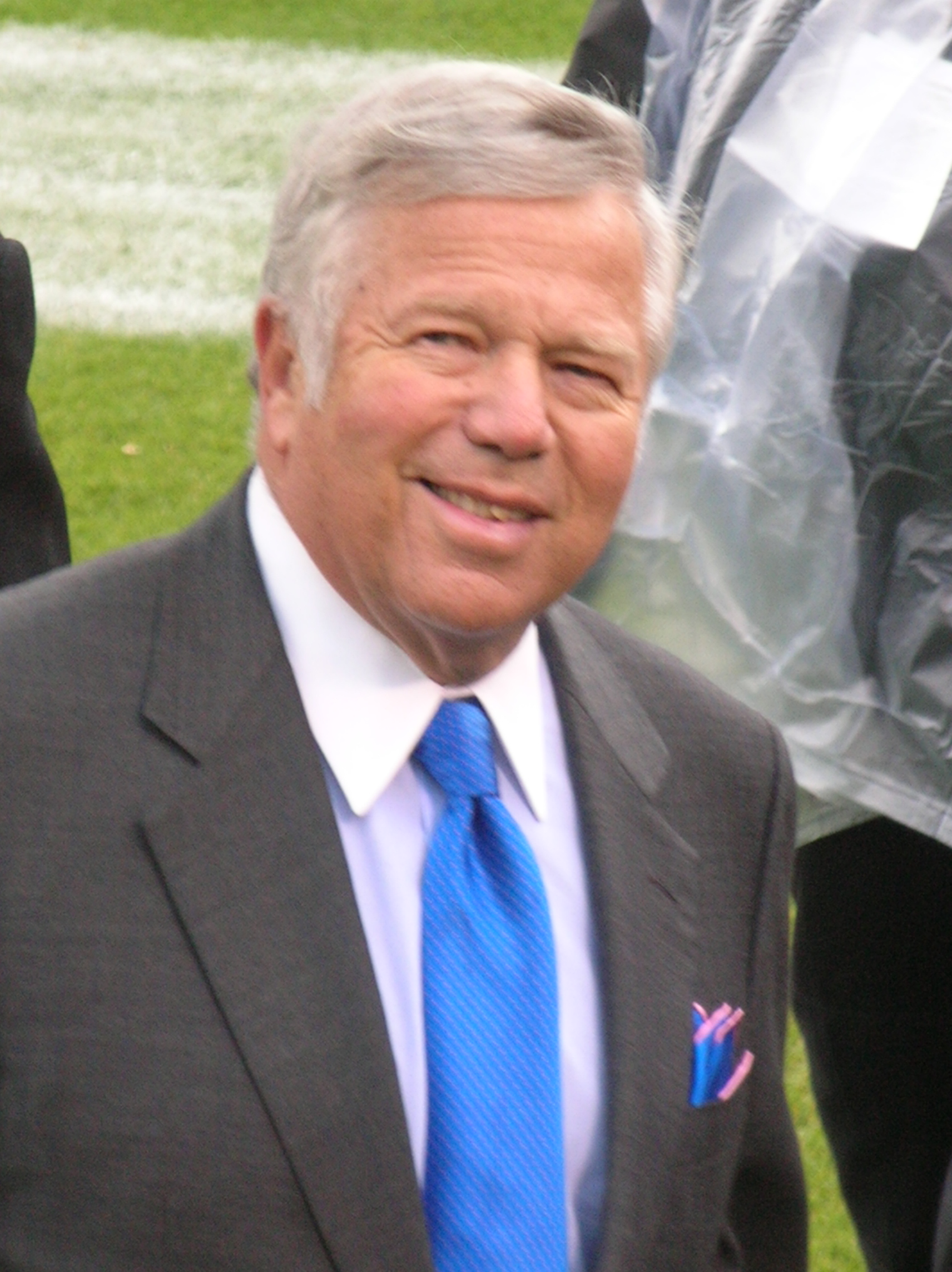
Robert Kraft

Vào ngày 6 tháng 7 năm 2017, một Ủy ban Đấu thầu của Hoa Kỳ đã được chính thức thành lập bởi các liên đoàn quốc gia Canada, Mexico và Hoa Kỳ, để bắt đầu quá trình đấu thầu để đưa World Cup 2026 đến Bắc Mỹ.
Chủ tịch danh dự của hội đồng quản trị
- Robert Kraft: Nhà điều hành và chủ sở hữu National Football League và Major League Soccer[8]

Ban giám đốc
- Steven Reed – đồng chủ tịch, chủ tịch của Hiệp hội bóng đá Canada[9][10]
- Decio de María – đồng chủ tịch, chủ tịch của Liên đoàn bóng đá México[9][10]
- Carlos Cordeiro – đồng chủ tịch, chủ tịch của Liên đoàn bóng đá Hoa Kỳ[9][10]
- Victor Montagliani – chủ tịch của CONCACAF
- Sunil Gulati – Thành viên của Hội đồng FIFA
- Don Garber – Uỷ viên của Major League Soccer
- Dan Flynn – Tổng thư ký của Liên đoàn bóng đá Hoa Kỳ
- Donna Shalala – giáo sư về khoa học chính trị tại Đại học Miami
- Guillermo Cantu – Tổng thư ký của Liên đoàn bóng đá México
- Peter Montopoli – Tổng thư ký của Hiệp hội bóng đá Canada
- Carlos Bocanegra – giám đốc kỹ thuật của Atlanta United FC
- Julie Foudy – Người sáng lập Julie Foudy Sports Leadership Academy và nhà phân tích và phóng viên truyền hình cho ESPN/ABC
- Ed Foster-Simeon – chủ tịch và CEO của U.S. Soccer Foundation

Đội điều hành ủy ban đấu thầu
- John Kristick – giám đốc điều hành cho ủy ban đấu thầu Liên hợp
- Jim Brown – giám đốc quản lý, hoạt động kỹ thuật
- Peter Montopoli – Quản lý đấu thầu Canada
- Yon De Luisa – Quản lý đấu thầu México

## Địa điểm ứng cử viên
Có 23 thành phố ứng cử viên sẽ được thu hẹp xuống còn 16 vào năm 2020 hoặc 2021 (3 ở Canada, 3 ở México và 10 ở Hoa Kỳ):
A  biểu thị một sân vận động được sử dụng cho các giải đấu Giải vô địch bóng đá thế giới trước đó của nam giới (chỉ có Hoa Kỳ và México)
A ‡ biểu thị một sân vận động với mái che có thể thu vào.

### Canada
| Montréal, Quebec                                                                   | Edmonton, Alberta                                      | Toronto, Ontario                                   |
| ---------------------------------------------------------------------------------- | ------------------------------------------------------ | -------------------------------------------------- |
| Sân vận động Olympic‡                                                              | Sân vận động Commonwealth                              | BMO Field                                          |
| Sức chứa: 61.004 (Sức chứa đặt trước đấu thầu: 55.822) (có thể mở rộng lên 73.000) | Sức chứa: 56.302 (Sức chứa đặt trước đấu thầu: 56.418) | Sức chứa: 30.000 (Mở rộng đến 45.500 cho giải đấu) |
|                                                                                    |                                                        |                                                    |
| EdmontonMontréalToronto Thành phố ứng viên Canada                                  |                                                        |                                                    |

### México
| Thành phố México                                                  | Monterrey, Nuevo León                                  | Guadalajara, Jalisco                                   | Guadalajara, Jalisco                                   | San Nicolás de los Garza, México | Leon, México     |              |
| ----------------------------------------------------------------- | ------------------------------------------------------ | ------------------------------------------------------ | ------------------------------------------------------ | -------------------------------- | ---------------- | ------------ |
| Sân vận động Azteca                                               | Sân vận động BBVA Bancomer                             | Sân vận động Akron                                     | Estadio Jalisco                                        | Estadio Universitario            | Suc Chua: 25.643 | Estadio León |
| Sức chứa: 87.523                                                  | Sức chứa: 53.500 (Sức chứa đặt trước đấu thầu: 53.460) | Sức chứa: 46.232 (Sức chứa đặt trước đấu thầu: 48.071) | Suc Chua: 23,145 (such Chua dat teuoc dau Thai:23.145) | Estadio Universitario            | Estadio León     |              |
|                                                                   |                                                        |                                                        | Estadio Jalisco                                        |                                  |                  |              |
| Thành phố MéxicoMonterreyGuadalajara Thành phố ứng cử viên México |                                                        |                                                        |                                                        |                                  |                  |              |

### Hoa Kỳ
| Pasadena, California                                                               | New York/New Jersey | Washington, D.C. | Dallas, Texas |
| ---------------------------------------------------------------------------------- | --- | --- | --- |
| Rose Bowl                                                                          | Sân vận động MetLife (East Rutherford, New Jersey) | FedExField (Landover, Maryland) | Sân vận động AT&T‡ (Arlington, Texas) |
| Sức chứa: 92.000 (Sức chứa đặt trước đấu thầu: 88.432)                             | Sức chứa: 82.500 (Sức chứa đặt trước đấu thầu: 87.157) | Sức chứa: 82.000 (Sức chứa đặt trước đấu thầu: 70.249) (có thể mở rộng lên 91.704) | Sức chứa: 80.000 (Sức chứa đặt trước đấu thầu: 92.967) (có thể mở rộng lên 105.000) |
|                                                                                    | | | BC Place (19184865604) (2) |
| Thành phố Kansas, Missouri                                                         | Denver, Colorado | Houston, Texas | Baltimore, Maryland |
| Sân vận động Arrowhead                                                             | Sân vận động Broncos tại Mile High | Sân vận động NRG‡ | Sân vận động M&T Bank |
| Sức chứa: 76.416 (Sức chứa đặt trước đấu thầu: 76.640)                             | Sức chứa: 76.125 (Sức chứa đặt trước đấu thầu: 77.595) | Sức chứa: 71.795 (Sức chứa đặt trước đấu thầu: 72.220) | Sức chứa: 71.006 (Sức chứa đặt trước đấu thầu: 70.976) |
|                                                                                    | | | |
| Atlanta, Georgia                                                                   | AtlantaBaltimoreBostonCincinnatiDallasDenverHoustonThành phố KansasPasadenaMiamiNashvilleNYC/NJOrlandoPhiladelphiaSan Francisco/ · San JoseSeattleWashington, D.C. American proposed venues | AtlantaBaltimoreBostonCincinnatiDallasDenverHoustonThành phố KansasPasadenaMiamiNashvilleNYC/NJOrlandoPhiladelphiaSan Francisco/ · San JoseSeattleWashington, D.C. American proposed venues | AtlantaBaltimoreBostonCincinnatiDallasDenverHoustonThành phố KansasPasadenaMiamiNashvilleNYC/NJOrlandoPhiladelphiaSan Francisco/ · San JoseSeattleWashington, D.C. American proposed venues |
| Sân vận động Mercedes-Benz‡                                                        | AtlantaBaltimoreBostonCincinnatiDallasDenverHoustonThành phố KansasPasadenaMiamiNashvilleNYC/NJOrlandoPhiladelphiaSan Francisco/ · San JoseSeattleWashington, D.C. American proposed venues | AtlantaBaltimoreBostonCincinnatiDallasDenverHoustonThành phố KansasPasadenaMiamiNashvilleNYC/NJOrlandoPhiladelphiaSan Francisco/ · San JoseSeattleWashington, D.C. American proposed venues | AtlantaBaltimoreBostonCincinnatiDallasDenverHoustonThành phố KansasPasadenaMiamiNashvilleNYC/NJOrlandoPhiladelphiaSan Francisco/ · San JoseSeattleWashington, D.C. American proposed venues |
| Sức chứa: 71.000 (Sức chứa đặt trước đấu thầu: 75.000) (có thể mở rộng lên 83.000) | AtlantaBaltimoreBostonCincinnatiDallasDenverHoustonThành phố KansasPasadenaMiamiNashvilleNYC/NJOrlandoPhiladelphiaSan Francisco/ · San JoseSeattleWashington, D.C. American proposed venues | AtlantaBaltimoreBostonCincinnatiDallasDenverHoustonThành phố KansasPasadenaMiamiNashvilleNYC/NJOrlandoPhiladelphiaSan Francisco/ · San JoseSeattleWashington, D.C. American proposed venues | AtlantaBaltimoreBostonCincinnatiDallasDenverHoustonThành phố KansasPasadenaMiamiNashvilleNYC/NJOrlandoPhiladelphiaSan Francisco/ · San JoseSeattleWashington, D.C. American proposed venues |
|                                                                                    | AtlantaBaltimoreBostonCincinnatiDallasDenverHoustonThành phố KansasPasadenaMiamiNashvilleNYC/NJOrlandoPhiladelphiaSan Francisco/ · San JoseSeattleWashington, D.C. American proposed venues | AtlantaBaltimoreBostonCincinnatiDallasDenverHoustonThành phố KansasPasadenaMiamiNashvilleNYC/NJOrlandoPhiladelphiaSan Francisco/ · San JoseSeattleWashington, D.C. American proposed venues | AtlantaBaltimoreBostonCincinnatiDallasDenverHoustonThành phố KansasPasadenaMiamiNashvilleNYC/NJOrlandoPhiladelphiaSan Francisco/ · San JoseSeattleWashington, D.C. American proposed venues |
| Philadelphia, Pennsylvania                                                         | Nashville, Tennessee | Seattle, Washington | San Francisco/San Jose, California |
| Lincoln Financial Field                                                            | Sân vận động Nissan | Lumen Field | Sân vận động Levi's (Santa Clara, California) |
| Sức chứa: 69.176 (Sức chứa đặt trước đấu thầu: 69.328)                             | Sức chứa: 69.143 (Sức chứa đặt trước đấu thầu: 69.722) (có thể mở rộng lên 75.000) | Sức chứa: 69.000 (có thể mở rộng lên 72.000) | Sức chứa: 68.500 (Sức chứa đặt trước đấu thầu: 70.909) (có thể mở rộng lên 75.000) |
|                                                                                    | | | |
| Boston, Massachusetts                                                              | Cincinnati, Ohio | Miami, Florida | Orlando, Florida |
| Sân vận động Gillette (Foxborough, Massachusetts)                                  | Sân vận động Paul Brown | Sân vận động Hard Rock (Miami Gardens, Florida) | Sân vận động Camping World |
| Sức chứa: 65.878 (Sức chứa đặt trước đấu thầu: 70.000)                             | Sức chứa: 65.515 (Sức chứa đặt trước đấu thầu: 67.402) | Sức chứa: 64.767 (Sức chứa đặt trước đấu thầu: 67.518) | Sức chứa: 60.219 (Sức chứa đặt trước đấu thầu: 65.000) |
|                                                                                    | | | |

### Các địa điểm bị loại khi bắt đầu đấu thầu

#### Các địa điểm tự loại bỏ trong quá trình đăng ký
| Chicago, Illinois | Minneapolis, Minnesota                       | Vancouver, British Columbia |
| ----------------- | -------------------------------------------- | --------------------------- |
| Soldier Field     | Sân vận động U.S. Bank‡                      | BC Place‡                   |
| Sức chứa: 61.500  | Sức chứa: 66.655 (có thể mở rộng lên 73.000) | Sức chứa: 54.500            |
|                   |                                              |                             |

#### Địa điểm không được chọn đấu thầu thành phố chủ nhà (vòng 2)
Dưới đây là các địa điểm không được chọn đấu thầu thành phố chủ nhà, theo Sunil Gulati, trong US Soccer Annual General Meeting 2018.
| Charlotte, Bắc Carolina                      | Dallas, Texas             | Detroit, Michigan                             |
| -------------------------------------------- | ------------------------- | --------------------------------------------- |
| Sân vận động Bank of America                 | Cotton Bowl               | Ford Field‡                                   |
| Sức chứa: 75.525                             | Sức chứa: 92.100          | Sức chứa: 65.000 (có thể mở rộng lên 70.000)  |
|                                              |                           |                                               |
| Las Vegas, Nevada                            | Los Angeles, California   | Los Angeles, California                       |
| Sân vận động Allegiant‡                      | Đấu trường Tưởng niệm     | Sân vận động SoFi                             |
| Sức chứa: 72.000                             | Sức chứa: 93.607          | Sức chứa: 70.240 (có thể mở rộng lên 100.000) |
|                                              |                           |                                               |
| Phoenix, Arizona                             | Thành phố Salt Lake, Utah | Tampa, Florida                                |
| Sân vận động Đại học Phoenix‡                | Sân vận động Rice-Eccles  | Sân vận động Raymond James                    |
| Sức chứa: 63.400 (có thể mở rộng lên 78.600) | Sức chứa: 48.600          | Sức chứa: 65.890 (có thể mở rộng lên 75.000)  |
|                                              |                           |                                               |

#### Địa điểm đã đấu thầu nhưng không được chọn làm địa điểm tiềm năng (vòng 1)
| Birmingham, Alabama                          | Cleveland, Ohio                              | Indianapolis, Indiana                        |
| -------------------------------------------- | -------------------------------------------- | -------------------------------------------- |
| Legion Field                                 | Sân vận động FirstEnergy                     | Sân vận động Lucas Oil‡                      |
| Sức chứa: 71.594                             | Sức chứa: 67.895                             | Sức chứa: 62.421 (có thể mở rộng lên 70.000) |
|                                              |                                              |                                              |
| Jacksonville, Florida                        | New Orleans, Louisiana                       | Ottawa, Ontario                              |
| EverBank Field                               | Mercedes-Benz Superdome‡                     | Sân vận động TD Place                        |
| Sức chứa: 69.132 (có thể mở rộng lên 82.000) | Sức chứa: 73.208 (có thể mở rộng lên 76.438) | Sức chứa: 24.000                             |
|                                              |                                              |                                              |
| Pittsburgh, Pennsylvania                     | Regina, Saskatchewan                         | San Antonio, Texas                           |
| Heinz Field                                  | Sân vận động Mosaic                          | Alamodome‡                                   |
| Sức chứa: 69.690                             | Sức chứa: 33.350 (có thể mở rộng lên 40.000) | Sức chứa: 64.000                             |
|                                              |                                              |                                              |

#### Địa điểm đã liên hệ, nhưng không đấu thầu
| Calgary, Alberta                             | Green Bay, Wisconsin | Montréal, Quebec    | San Diego, California | Toronto, Ontario  |
| -------------------------------------------- | -------------------- | ------------------- | --------------------- | ----------------- |
| Sân vận động McMahon                         | Lambeau Field        | Sân vận động Saputo | Sân vận động SDCCU    | Trung tâm Rogers‡ |
| Sức chứa: 35.400 (có thể mở rộng lên 46.020) | Sức chứa: 81.441     | Sức chứa: 20.801    | Sức chứa: 70.561      | Sức chứa: 54.000  |
|                                              |                      |                     |                       |                   |

## Lịch thi đấu tạm thời được đề xuất
| VT | Đội         | ST | T | H | B | BT | BB | HS | Đ | Giành quyền tham dự             |
| -- | ----------- | -- | - | - | - | -- | -- | -- | - | ------------------------------- |
| 1  | Canada      | 0  | 0 | 0 | 0 | 0  | 0  | 0  | 0 | Lọt vào vòng đấu loại trực tiếp |
| 2  | Brasil      | 0  | 0 | 0 | 0 | 0  | 0  | 0  | 0 | Lọt vào vòng đấu loại trực tiếp |
| 3  | Tây Ban Nha | 0  | 0 | 0 | 0 | 0  | 0  | 0  | 0 |                                 |

| Ngày 1  |     |        |                                            |
| Canada  | vs. | A2     | BMO Field, Toronto (Sân vận động Canada 1) |
| Ngày 5  |     |        |                                            |
| A2      | vs. | A3     | Sân vận động Hoa Kỳ 3                      |
| Ngày 10 |     |        |                                            |
| A3      | vs. | Canada | Sân vận động Canada 3                      |

| VT | Đội | ST | T | H | B | BT | BB | HS | Đ | Giành quyền tham dự             |
| -- | --- | -- | - | - | - | -- | -- | -- | - | ------------------------------- |
| 1  | B1  | 0  | 0 | 0 | 0 | 0  | 0  | 0  | 0 | Lọt vào vòng đấu loại trực tiếp |
| 2  | B2  | 0  | 0 | 0 | 0 | 0  | 0  | 0  | 0 | Lọt vào vòng đấu loại trực tiếp |
| 3  | B3  | 0  | 0 | 0 | 0 | 0  | 0  | 0  | 0 |                                 |

| Ngày 2  |     |    |                                                                  |
|         |     |    |                                                                  |
| B1      | vs. | B2 | Sân vận động MetLife, Thành phố New York (Sân vận động Hoa Kỳ 1) |
|         |     |    |                                                                  |
| Ngày 6  |     |    |                                                                  |
| B2      | vs. | B3 | Sân vận động Hoa Kỳ 9                                            |
|         |     |    |                                                                  |
| Ngày 10 |     |    |                                                                  |
| B3      | vs. | B1 | Sân vận động Hoa Kỳ 6                                            |
|         |     |    |                                                                  |

| VT | Đội | ST | T | H | B | BT | BB | HS | Đ | Giành quyền tham dự             |
| -- | --- | -- | - | - | - | -- | -- | -- | - | ------------------------------- |
| 1  | C1  | 0  | 0 | 0 | 0 | 0  | 0  | 0  | 0 | Lọt vào vòng đấu loại trực tiếp |
| 2  | C2  | 0  | 0 | 0 | 0 | 0  | 0  | 0  | 0 | Lọt vào vòng đấu loại trực tiếp |
| 3  | C3  | 0  | 0 | 0 | 0 | 0  | 0  | 0  | 0 |                                 |

| Ngày 2  |     |    |                                                   |
| C1      | vs. | C2 | Sân vận động Hoa Kỳ 3                             |
|         |     |    |                                                   |
| Ngày 6  |     |    |                                                   |
| C2      | vs. | C3 | Sân vận động AT&T, Dallas (Sân vận động Hoa Kỳ 7) |
|         |     |    |                                                   |
| Ngày 10 |     |    |                                                   |
| C3      | vs. | C1 | Sân vận động Hoa Kỳ 5                             |
|         |     |    |                                                   |

| VT | Đội | ST | T | H | B | BT | BB | HS | Đ | Giành quyền tham dự             |
| -- | --- | -- | - | - | - | -- | -- | -- | - | ------------------------------- |
| 1  | D1  | 0  | 0 | 0 | 0 | 0  | 0  | 0  | 0 | Lọt vào vòng đấu loại trực tiếp |
| 2  | D2  | 0  | 0 | 0 | 0 | 0  | 0  | 0  | 0 | Lọt vào vòng đấu loại trực tiếp |
| 3  | D3  | 0  | 0 | 0 | 0 | 0  | 0  | 0  | 0 |                                 |

| Ngày 2  |     |    |                                                              |
| D1      | vs. | D2 | Sân vận động Hoa Kỳ 9                                        |
|         |     |    |                                                              |
| Ngày 6  |     |    |                                                              |
| D2      | vs. | D3 | Sân vận động MetLife, Thành phố New York                     |
|         |     |    |                                                              |
| Ngày 10 |     |    |                                                              |
| D3      | vs. | D1 | Sân vận động Mercedes-Benz, Atlanta (Sân vận động Hoa Kỳ 10) |
|         |     |    |                                                              |

| VT | Đội    | ST | T | H | B | BT | BB | HS | Đ | Giành quyền tham dự             |
| -- | ------ | -- | - | - | - | -- | -- | -- | - | ------------------------------- |
| 1  | México | 0  | 0 | 0 | 0 | 0  | 0  | 0  | 0 | Lọt vào vòng đấu loại trực tiếp |
| 2  | E2     | 0  | 0 | 0 | 0 | 0  | 0  | 0  | 0 | Lọt vào vòng đấu loại trực tiếp |
| 3  | E3     | 0  | 0 | 0 | 0 | 0  | 0  | 0  | 0 |                                 |

| Ngày 1  |     |        |                                                               |
| México  | vs. | ESP    | Sân vận động Azteca, Thành phố México (Sân vận động México 1) |
| BRA     | Vs. | Fiji   |                                                               |
| Ngày 6  |     |        |                                                               |
| FRA     | vs. | BRA    | Sân vận động Hoa Kỳ 4                                         |
| ZNL     | Vs. | ESP    |                                                               |
| Ngày 11 |     |        |                                                               |
| BRA     | vs. | México | Sân vận động México 2                                         |
| ZNL     | vs. | ESP    |                                                               |

| VT | Đội | ST | T | H | B | BT | BB | HS | Đ | Giành quyền tham dự             |
| -- | --- | -- | - | - | - | -- | -- | -- | - | ------------------------------- |
| 1  | F1  | 0  | 0 | 0 | 0 | 0  | 0  | 0  | 0 | Lọt vào vòng đấu loại trực tiếp |
| 2  | F2  | 0  | 0 | 0 | 0 | 0  | 0  | 0  | 0 | Lọt vào vòng đấu loại trực tiếp |
| 3  | F3  | 0  | 0 | 0 | 0 | 0  | 0  | 0  | 0 |                                 |

| Ngày 3  |     |    |                                          |
|         |     |    |                                          |
| F1      | vs. | F2 | Sân vận động Canada 2                    |
| Ngày 7  |     |    |                                          |
|         |     |    |                                          |
|         |     |    |                                          |
| Ngày 11 |     |    |                                          |
| F2      | vs. | F3 | Sân vận động Hoa Kỳ 6                    |
| F3      | vs. | F1 | Sân vận động MetLife, Thành phố New York |

| VT | Đội | ST | T | H | B | BT | BB | HS | Đ | Giành quyền tham dự             |
| -- | --- | -- | - | - | - | -- | -- | -- | - | ------------------------------- |
| 1  | G1  | 0  | 0 | 0 | 0 | 0  | 0  | 0  | 0 | Lọt vào vòng đấu loại trực tiếp |
| 2  | G2  | 0  | 0 | 0 | 0 | 0  | 0  | 0  | 0 | Lọt vào vòng đấu loại trực tiếp |
| 3  | G3  | 0  | 0 | 0 | 0 | 0  | 0  | 0  | 0 |                                 |

| Ngày 3  |     |    |                       |
| G1      | vs. | G2 | Sân vận động Hoa Kỳ 5 |
|         |     |    |                       |
| Ngày 7  |     |    |                       |
| G2      | vs. | G3 | Sân vận động Canada 3 |
|         |     |    |                       |
| Ngày 11 |     |    |                       |
| G3      | vs. | G1 | Sân vận động Hoa Kỳ 8 |
|         |     |    |                       |

| VT | Đội | ST | T | H | B | BT | BB | HS | Đ | Giành quyền tham dự             |
| -- | --- | -- | - | - | - | -- | -- | -- | - | ------------------------------- |
| 1  | H1  | 0  | 0 | 0 | 0 | 0  | 0  | 0  | 0 | Lọt vào vòng đấu loại trực tiếp |
| 2  | H2  | 0  | 0 | 0 | 0 | 0  | 0  | 0  | 0 | Lọt vào vòng đấu loại trực tiếp |
| 3  | H3  | 0  | 0 | 0 | 0 | 0  | 0  | 0  | 0 |                                 |

| Ngày 3  |     |    |                                       |
| H1      | vs. | H2 | Sân vận động AT&T, Dallas             |
|         |     |    |                                       |
| Ngày 7  |     |    |                                       |
| H2      | vs. | H3 | Sân vận động Hoa Kỳ 5                 |
|         |     |    |                                       |
| Ngày 11 |     |    |                                       |
| H3      | vs. | H1 | Sân vận động Azteca, Thành phố México |
|         |     |    |                                       |

| VT | Đội    | ST | T | H | B | BT | BB | HS | Đ | Giành quyền tham dự             |
| -- | ------ | -- | - | - | - | -- | -- | -- | - | ------------------------------- |
| 1  | Hoa Kỳ | 0  | 0 | 0 | 0 | 0  | 0  | 0  | 0 | Lọt vào vòng đấu loại trực tiếp |
| 2  | I2     | 0  | 0 | 0 | 0 | 0  | 0  | 0  | 0 | Lọt vào vòng đấu loại trực tiếp |
| 3  | I3     | 0  | 0 | 0 | 0 | 0  | 0  | 0  | 0 |                                 |

| Ngày 1  |     |        |                                                |
| Hoa Kỳ  | vs. | I2     | Rose Bowl, Los Angeles (Sân vận động Hoa Kỳ 2) |
|         |     |        |                                                |
| Ngày 8  |     |        |                                                |
| I2      | vs. | I3     | Sân vận động México 2                          |
|         |     |        |                                                |
| Ngày 12 |     |        |                                                |
| I3      | vs. | Hoa Kỳ | Sân vận động AT&T, Dallas                      |
|         |     |        |                                                |

| VT | Đội | ST | T | H | B | BT | BB | HS | Đ | Giành quyền tham dự             |
| -- | --- | -- | - | - | - | -- | -- | -- | - | ------------------------------- |
| 1  | J1  | 0  | 0 | 0 | 0 | 0  | 0  | 0  | 0 | Lọt vào vòng đấu loại trực tiếp |
| 2  | J2  | 0  | 0 | 0 | 0 | 0  | 0  | 0  | 0 | Lọt vào vòng đấu loại trực tiếp |
| 3  | J3  | 0  | 0 | 0 | 0 | 0  | 0  | 0  | 0 |                                 |

| Ngày 4  |     |    |                                     |
| J1      | vs. | J2 | Sân vận động Commonwealth, Edmonton |
|         |     |    |                                     |
| Ngày 8  |     |    |                                     |
| J2      | vs. | J3 | Sân vận động Hoa Kỳ 8               |
|         |     |    |                                     |
| Ngày 12 |     |    |                                     |
| J3      | vs. | J1 | Sân vận động Hoa Kỳ 3               |
|         |     |    |                                     |

| VT | Đội | ST | T | H | B | BT | BB | HS | Đ | Giành quyền tham dự             |
| -- | --- | -- | - | - | - | -- | -- | -- | - | ------------------------------- |
| 1  | K1  | 0  | 0 | 0 | 0 | 0  | 0  | 0  | 0 | Lọt vào vòng đấu loại trực tiếp |
| 2  | K2  | 0  | 0 | 0 | 0 | 0  | 0  | 0  | 0 | Lọt vào vòng đấu loại trực tiếp |
| 3  | K3  | 0  | 0 | 0 | 0 | 0  | 0  | 0  | 0 |                                 |

| Ngày 4  |     |    |                       |
| K1      | vs. | K2 | Sân vận động Hoa Kỳ 6 |
|         |     |    |                       |
| Ngày 8  |     |    |                       |
| K2      | vs. | K3 | Sân vận động Canada 2 |
|         |     |    |                       |
| Ngày 12 |     |    |                       |
| K3      | vs. | K1 | Sân vận động Hoa Kỳ 9 |
|         |     |    |                       |

| VT | Đội | ST | T | H | B | BT | BB | HS | Đ | Giành quyền tham dự             |
| -- | --- | -- | - | - | - | -- | -- | -- | - | ------------------------------- |
| 1  | L1  | 0  | 0 | 0 | 0 | 0  | 0  | 0  | 0 | Lọt vào vòng đấu loại trực tiếp |
| 2  | L2  | 0  | 0 | 0 | 0 | 0  | 0  | 0  | 0 | Lọt vào vòng đấu loại trực tiếp |
| 3  | L3  | 0  | 0 | 0 | 0 | 0  | 0  | 0  | 0 |                                 |

| Ngày 4  |     |    |                                     |
| L1      | vs. | L2 | Rose Bowl, Los Angeles              |
|         |     |    |                                     |
| Ngày 8  |     |    |                                     |
| L2      | vs. | L3 | Sân vận động Hoa Kỳ 3               |
|         |     |    |                                     |
| Ngày 12 |     |    |                                     |
| L3      | vs. | L1 | Sân vận động Commonwealth, Edmonton |
|         |     |    |                                     |

| VT | Đội | ST | T | H | B | BT | BB | HS | Đ | Giành quyền tham dự             |
| -- | --- | -- | - | - | - | -- | -- | -- | - | ------------------------------- |
| 1  | M1  | 0  | 0 | 0 | 0 | 0  | 0  | 0  | 0 | Lọt vào vòng đấu loại trực tiếp |
| 2  | M2  | 0  | 0 | 0 | 0 | 0  | 0  | 0  | 0 | Lọt vào vòng đấu loại trực tiếp |
| 3  | M3  | 0  | 0 | 0 | 0 | 0  | 0  | 0  | 0 |                                 |

| Ngày 4  |     |    |                                       |
| M1      | vs. | M2 | Sân vận động Azteca, Thành phố México |
|         |     |    |                                       |
| Ngày 9  |     |    |                                       |
| M2      | vs. | M3 | Sân vận động México 3                 |
|         |     |    |                                       |
| Ngày 13 |     |    |                                       |
| M3      | vs. | M1 | Rose Bowl, Los Angeles                |
|         |     |    |                                       |

| VT | Đội | ST | T | H | B | BT | BB | HS | Đ | Giành quyền tham dự             |
| -- | --- | -- | - | - | - | -- | -- | -- | - | ------------------------------- |
| 1  | N1  | 0  | 0 | 0 | 0 | 0  | 0  | 0  | 0 | Lọt vào vòng đấu loại trực tiếp |
| 2  | N2  | 0  | 0 | 0 | 0 | 0  | 0  | 0  | 0 | Lọt vào vòng đấu loại trực tiếp |
| 3  | N3  | 0  | 0 | 0 | 0 | 0  | 0  | 0  | 0 |                                 |

| Ngày 5  |     |    |                        |
| N1      | vs. | N2 | Sân vận động México 3  |
|         |     |    |                        |
| Ngày 9  |     |    |                        |
| N2      | vs. | N3 | Rose Bowl, Los Angeles |
|         |     |    |                        |
| Ngày 13 |     |    |                        |
| N3      | vs. | N1 | Sân vận động Hoa Kỳ 5  |
|         |     |    |                        |

| VT | Đội | ST | T | H | B | BT | BB | HS | Đ | Giành quyền tham dự             |
| -- | --- | -- | - | - | - | -- | -- | -- | - | ------------------------------- |
| 1  | O1  | 0  | 0 | 0 | 0 | 0  | 0  | 0  | 0 | Lọt vào vòng đấu loại trực tiếp |
| 2  | O2  | 0  | 0 | 0 | 0 | 0  | 0  | 0  | 0 | Lọt vào vòng đấu loại trực tiếp |
| 3  | O3  | 0  | 0 | 0 | 0 | 0  | 0  | 0  | 0 |                                 |

| Ngày 5  |     |    |                                     |
| O1      | vs. | O2 | Sân vận động Mercedes-Benz, Atlanta |
|         |     |    |                                     |
| Ngày 9  |     |    |                                     |
| O2      | vs. | O3 | Sân vận động Hoa Kỳ 9               |
|         |     |    |                                     |
| Ngày 13 |     |    |                                     |
| O3      | vs. | O1 | Sân vận động Hoa Kỳ 4               |
|         |     |    |                                     |

| VT | Đội | ST | T | H | B | BT | BB | HS | Đ | Giành quyền tham dự             |
| -- | --- | -- | - | - | - | -- | -- | -- | - | ------------------------------- |
| 1  | P1  | 0  | 0 | 0 | 0 | 0  | 0  | 0  | 0 | Lọt vào vòng đấu loại trực tiếp |
| 2  | P2  | 0  | 0 | 0 | 0 | 0  | 0  | 0  | 0 | Lọt vào vòng đấu loại trực tiếp |
| 3  | P3  | 0  | 0 | 0 | 0 | 0  | 0  | 0  | 0 |                                 |

| Ngày 5  |     |    |                                     |
| P1      | vs. | P2 | Sân vận động Hoa Kỳ 8               |
|         |     |    |                                     |
| Ngày 9  |     |    |                                     |
| P2      | vs. | P3 | Sân vận động Hoa Kỳ 4               |
|         |     |    |                                     |
| Ngày 13 |     |    |                                     |
| P3      | vs. | P1 | Sân vận động Mercedes-Benz, Atlanta |
|         |     |    |                                     |

|  | Round of 32                        | Round of 32                 |                                    |  | Round of 16                        | Round of 16                        |  |  | Tứ kết | Tứ kết |  |  | Bán kết | Bán kết |  |  | Chung kết | Chung kết |
|  |                                    |                             |                                    |  |                                    |                                    |  |  |        |        |  |  |         |         |  |  |           |           |
|  | D14 - Trận 49 – Sân vận động CAN 2 |                             |                                    |  |                                    |                                    |  |  |        |        |  |  |         |         |  |  |           |           |
|  |                                    |                             |                                    |  |                                    |                                    |  |  |        |        |  |  |         |         |  |  |           |           |
|  | Nhất bảng A                        |                             |                                    |  |                                    |                                    |  |  |        |        |  |  |         |         |  |  |           |           |
|  | D19 – Trận 65 - Edmonton           |                             |                                    |  |                                    |                                    |  |  |        |        |  |  |         |         |  |  |           |           |
|  | Nhì bảng B                         |                             |                                    |  |                                    |                                    |  |  |        |        |  |  |         |         |  |  |           |           |
|  | Thắng trận 49                      |                             |                                    |  |                                    |                                    |  |  |        |        |  |  |         |         |  |  |           |           |
|  | D14 - Trận 50 – Sân vận động USA 8 |                             |                                    |  |                                    |                                    |  |  |        |        |  |  |         |         |  |  |           |           |
|  |                                    | Thắng trận 50               |                                    |  |                                    |                                    |  |  |        |        |  |  |         |         |  |  |           |           |
|  | Nhất bảng C                        |                             |                                    |  |                                    |                                    |  |  |        |        |  |  |         |         |  |  |           |           |
|  |                                    |                             | D25 – Trận 73 - Los Angeles        |  |                                    |                                    |  |  |        |        |  |  |         |         |  |  |           |           |
|  | Nhì bảng D                         |                             |                                    |  |                                    |                                    |  |  |        |        |  |  |         |         |  |  |           |           |
|  | Thắng trận 65                      |                             |                                    |  |                                    |                                    |  |  |        |        |  |  |         |         |  |  |           |           |
|  | D15 - Trận 55 – Sân vận động USA 9 |                             |                                    |  |                                    |                                    |  |  |        |        |  |  |         |         |  |  |           |           |
|  |                                    | Thắng trận 66               |                                    |  |                                    |                                    |  |  |        |        |  |  |         |         |  |  |           |           |
|  | Nhất bảng F                        |                             |                                    |  |                                    |                                    |  |  |        |        |  |  |         |         |  |  |           |           |
|  | D20 – Trận 66 - Dallas             |                             |                                    |  |                                    |                                    |  |  |        |        |  |  |         |         |  |  |           |           |
|  | Nhì bảng E                         |                             |                                    |  |                                    |                                    |  |  |        |        |  |  |         |         |  |  |           |           |
|  | Thắng trận 55                      |                             |                                    |  |                                    |                                    |  |  |        |        |  |  |         |         |  |  |           |           |
|  | D15 - Trận 56 – New York City      |                             |                                    |  |                                    |                                    |  |  |        |        |  |  |         |         |  |  |           |           |
|  |                                    | Thắng trận 56               |                                    |  |                                    |                                    |  |  |        |        |  |  |         |         |  |  |           |           |
|  | Nhất bảng H                        |                             |                                    |  |                                    |                                    |  |  |        |        |  |  |         |         |  |  |           |           |
|  |                                    |                             | D29 – Trận 77 - Dallas             |  |                                    |                                    |  |  |        |        |  |  |         |         |  |  |           |           |
|  | Nhì bảng G                         |                             |                                    |  |                                    |                                    |  |  |        |        |  |  |         |         |  |  |           |           |
|  | Thắng trận 73                      |                             |                                    |  |                                    |                                    |  |  |        |        |  |  |         |         |  |  |           |           |
|  | D16 - Trận 57 – Sân vận động USA 4 |                             |                                    |  |                                    |                                    |  |  |        |        |  |  |         |         |  |  |           |           |
|  |                                    | Thắng trận 74               |                                    |  |                                    |                                    |  |  |        |        |  |  |         |         |  |  |           |           |
|  | Nhất bảng I                        |                             |                                    |  |                                    |                                    |  |  |        |        |  |  |         |         |  |  |           |           |
|  | D21 – Trận 69 - New York City      |                             |                                    |  |                                    |                                    |  |  |        |        |  |  |         |         |  |  |           |           |
|  | Nhì bảng J                         |                             |                                    |  |                                    |                                    |  |  |        |        |  |  |         |         |  |  |           |           |
|  | Thắng trận 57                      |                             |                                    |  |                                    |                                    |  |  |        |        |  |  |         |         |  |  |           |           |
|  | D16 - Trận 58 – Sân vận động CAN 3 |                             |                                    |  |                                    |                                    |  |  |        |        |  |  |         |         |  |  |           |           |
|  |                                    | Thắng trận 58               |                                    |  |                                    |                                    |  |  |        |        |  |  |         |         |  |  |           |           |
|  | Nhất bảng K                        |                             |                                    |  |                                    |                                    |  |  |        |        |  |  |         |         |  |  |           |           |
|  |                                    |                             | D25 – Trận 74 - Sân vận động USA 5 |  |                                    |                                    |  |  |        |        |  |  |         |         |  |  |           |           |
|  | Nhì bảng L                         |                             |                                    |  |                                    |                                    |  |  |        |        |  |  |         |         |  |  |           |           |
|  | Thắng trận 69                      |                             |                                    |  |                                    |                                    |  |  |        |        |  |  |         |         |  |  |           |           |
|  | D17 - Trận 61 – Atlanta            |                             |                                    |  |                                    |                                    |  |  |        |        |  |  |         |         |  |  |           |           |
|  |                                    | Thắng trận 70               |                                    |  |                                    |                                    |  |  |        |        |  |  |         |         |  |  |           |           |
|  | Nhất bảng M                        |                             |                                    |  |                                    |                                    |  |  |        |        |  |  |         |         |  |  |           |           |
|  | D22 – Trận 70 - Atlanta            |                             |                                    |  |                                    |                                    |  |  |        |        |  |  |         |         |  |  |           |           |
|  | Nhì bảng N                         |                             |                                    |  |                                    |                                    |  |  |        |        |  |  |         |         |  |  |           |           |
|  | Thắng trận 61                      |                             |                                    |  |                                    |                                    |  |  |        |        |  |  |         |         |  |  |           |           |
|  | D17 - Trận 62 – Sân vận động USA 6 |                             |                                    |  |                                    |                                    |  |  |        |        |  |  |         |         |  |  |           |           |
|  |                                    | Thắng trận 62               |                                    |  |                                    |                                    |  |  |        |        |  |  |         |         |  |  |           |           |
|  | Nhất bảng O                        |                             |                                    |  |                                    |                                    |  |  |        |        |  |  |         |         |  |  |           |           |
|  |                                    |                             | D34 – Trận 80 - New York City      |  |                                    |                                    |  |  |        |        |  |  |         |         |  |  |           |           |
|  | Nhì bảng P                         |                             |                                    |  |                                    |                                    |  |  |        |        |  |  |         |         |  |  |           |           |
|  | Thắng trận 77                      |                             |                                    |  |                                    |                                    |  |  |        |        |  |  |         |         |  |  |           |           |
|  | D15 - Trận 53 – Sân vận động MEX 3 |                             |                                    |  |                                    |                                    |  |  |        |        |  |  |         |         |  |  |           |           |
|  |                                    | Thắng trận 78               |                                    |  |                                    |                                    |  |  |        |        |  |  |         |         |  |  |           |           |
|  | Nhất bảng E                        |                             |                                    |  |                                    |                                    |  |  |        |        |  |  |         |         |  |  |           |           |
|  | D20 – Trận 67 - Mexico City        |                             |                                    |  |                                    |                                    |  |  |        |        |  |  |         |         |  |  |           |           |
|  | Nhì bảng F                         |                             |                                    |  |                                    |                                    |  |  |        |        |  |  |         |         |  |  |           |           |
|  | Thắng trận 53                      |                             |                                    |  |                                    |                                    |  |  |        |        |  |  |         |         |  |  |           |           |
|  | D15 - Trận 54 – Sân vận động USA 3 |                             |                                    |  |                                    |                                    |  |  |        |        |  |  |         |         |  |  |           |           |
|  |                                    | Thắng trận 54               |                                    |  |                                    |                                    |  |  |        |        |  |  |         |         |  |  |           |           |
|  | Nhất bảng G                        |                             |                                    |  |                                    |                                    |  |  |        |        |  |  |         |         |  |  |           |           |
|  |                                    |                             | D26 – Trận 75 - Sân vận động USA 8 |  |                                    |                                    |  |  |        |        |  |  |         |         |  |  |           |           |
|  | Nhì bảng H                         |                             |                                    |  |                                    |                                    |  |  |        |        |  |  |         |         |  |  |           |           |
|  | Thắng trận 67                      |                             |                                    |  |                                    |                                    |  |  |        |        |  |  |         |         |  |  |           |           |
|  | D14 - Trận 51 – Sân vận động MEX 2 |                             |                                    |  |                                    |                                    |  |  |        |        |  |  |         |         |  |  |           |           |
|  |                                    | Thắng trận 68               |                                    |  |                                    |                                    |  |  |        |        |  |  |         |         |  |  |           |           |
|  | Nhất bảng B                        |                             |                                    |  |                                    |                                    |  |  |        |        |  |  |         |         |  |  |           |           |
|  | D19 – Trận 68 - Sân vận động USA 9 |                             |                                    |  |                                    |                                    |  |  |        |        |  |  |         |         |  |  |           |           |
|  | Nhì bảng A                         |                             |                                    |  |                                    |                                    |  |  |        |        |  |  |         |         |  |  |           |           |
|  | Thắng trận 51                      |                             |                                    |  |                                    |                                    |  |  |        |        |  |  |         |         |  |  |           |           |
|  | D14 - Trận 52 – Sân vận động USA 6 |                             |                                    |  |                                    |                                    |  |  |        |        |  |  |         |         |  |  |           |           |
|  |                                    | Thắng trận 52               |                                    |  |                                    |                                    |  |  |        |        |  |  |         |         |  |  |           |           |
|  | Nhất bảng D                        |                             |                                    |  |                                    |                                    |  |  |        |        |  |  |         |         |  |  |           |           |
|  |                                    |                             | D30 – Trận 78 - Atlanta            |  |                                    |                                    |  |  |        |        |  |  |         |         |  |  |           |           |
|  | Nhì bảng C                         |                             |                                    |  |                                    |                                    |  |  |        |        |  |  |         |         |  |  |           |           |
|  | Thắng trận 75                      |                             |                                    |  |                                    |                                    |  |  |        |        |  |  |         |         |  |  |           |           |
|  | D16 - Trận 59 – Sân vận động USA 5 |                             |                                    |  |                                    |                                    |  |  |        |        |  |  |         |         |  |  |           |           |
|  |                                    | Thắng trận 76               |                                    |  | Tranh hạng ba                      | Tranh hạng ba                      |  |  |        |        |  |  |         |         |  |  |           |           |
|  | Nhất bảng J                        | Thắng trận 76               |                                    |  | Tranh hạng ba                      | Tranh hạng ba                      |  |  |        |        |  |  |         |         |  |  |           |           |
|  | D21 – Trận 71 - Los Angeles        | D21 – Trận 71 - Los Angeles |                                    |  | D33 – Trận 79 - Sân vận động USA 4 | D33 – Trận 79 - Sân vận động USA 4 |  |  |        |        |  |  |         |         |  |  |           |           |
|  | D21 – Trận 71 - Los Angeles        | D21 – Trận 71 - Los Angeles | Nhì bảng I                         |  | D33 – Trận 79 - Sân vận động USA 4 | D33 – Trận 79 - Sân vận động USA 4 |  |  |        |        |  |  |         |         |  |  |           |           |
|  | Thắng trận 59                      |                             | Thua trận 77                       |  |                                    |                                    |  |  |        |        |  |  |         |         |  |  |           |           |
|  | Thắng trận 59                      | D16 - Trận 60 – Dallas      | Thua trận 77                       |  |                                    |                                    |  |  |        |        |  |  |         |         |  |  |           |           |
|  |                                    | Thắng trận 60               |                                    |  | Thua trận 78                       |                                    |  |  |        |        |  |  |         |         |  |  |           |           |
|  | Nhất bảng L                        | Thắng trận 60               |                                    |  | Thua trận 78                       |                                    |  |  |        |        |  |  |         |         |  |  |           |           |
|  |                                    |                             | D26 – Trận 76 - Sân vận động USA 6 |  |                                    |                                    |  |  |        |        |  |  |         |         |  |  |           |           |
|  | Nhì bảng K                         |                             |                                    |  |                                    |                                    |  |  |        |        |  |  |         |         |  |  |           |           |
|  | Thắng trận 71                      |                             |                                    |  |                                    |                                    |  |  |        |        |  |  |         |         |  |  |           |           |
|  | D17 - Trận 63 – Sân vận động USA 8 |                             |                                    |  |                                    |                                    |  |  |        |        |  |  |         |         |  |  |           |           |
|  |                                    | Thắng trận 72               |                                    |  |                                    |                                    |  |  |        |        |  |  |         |         |  |  |           |           |
|  | Nhất bảng N                        |                             |                                    |  |                                    |                                    |  |  |        |        |  |  |         |         |  |  |           |           |
|  | D22 – Trận 72 - USA Stadium 4      |                             |                                    |  |                                    |                                    |  |  |        |        |  |  |         |         |  |  |           |           |
|  | Nhì bảng M                         |                             |                                    |  |                                    |                                    |  |  |        |        |  |  |         |         |  |  |           |           |
|  | Thắng trận 63                      |                             |                                    |  |                                    |                                    |  |  |        |        |  |  |         |         |  |  |           |           |
|  | D17 - Trận 64 – Los Angeles        |                             |                                    |  |                                    |                                    |  |  |        |        |  |  |         |         |  |  |           |           |
|  |                                    | Thắng trận 64               |                                    |  |                                    |                                    |  |  |        |        |  |  |         |         |  |  |           |           |
|  | Nhất bảng P                        |                             |                                    |  |                                    |                                    |  |  |        |        |  |  |         |         |  |  |           |           |
|  |                                    |                             |                                    |  |                                    |                                    |  |  |        |        |  |  |         |         |  |  |           |           |
|  | Nhì bảng O                         |                             |                                    |  |                                    |                                    |  |  |        |        |  |  |         |         |  |  |           |           |
|  |                                    |                             |                                    |  |                                    |                                    |  |  |        |        |  |  |         |         |  |  |           |           |

## Ủng hộ

### Liên đoàn bóng đá
- Liên đoàn bóng đá châu Đại Dương[13]
- CONCACAF[14]
- Liên đoàn bóng đá Nam Mỹ[15]

### Thành viên FIFA
| - Afghanistan - Argentina - Bolivia - Brazil - Chile - Colombia - Costa Rica - Ecuador - El Salvador - Đức - Grenada - Guyana - Honduras | - Jamaica - Liberia - Namibia - Nicaragua - Panama - Paraguay - Peru - Ả Rập Xê Út - Uruguay - Venezuela - Zimbabwe |

## Tiếp thị
Đấu thầu được đặt tên trong tiếng Anh là "United 2026", biểu trưng của giá thầu là một quả bóng với số 26 đại diện cho năm "2026" với màu sắc của các lá cờ của Canada, México và Hoa Kỳ và khẩu hiệu là: "United As One" (tiếng Tây Ban Nha: "Unidos Como Uno", tiếng Pháp: "Unis Comme Un"). và "Football For All" (tiếng Tây Ban Nha: "Fútbol Para Todos", tiếng Pháp: "Football Pour Tous").

## Ý kiến
Vào ngày 28 tháng 12 năm 2017, trong một hội nghị kinh doanh thể thao ở Dubai, Chủ tịch FIFA Gianni Infantino đã nói đấu thầu Giải vô địch bóng đá thế giới của Canada-Mexico-Hoa Kỳ năm 2026 là một thông điệp tích cực.

## Tranh cãi
Chủ tịch FIFA Gianni Infantino chỉ trích lệnh cấm du lịch của Hoa Kỳ đối với một số quốc gia đa số Hồi giáo. Infantino nói, "Khi nói đến các cuộc thi FIFA, bất kỳ đội tuyển nào, bao gồm những người ủng hộ và các quan chức của đội tuyển đó, đội đủ điều kiện cho một Giải vô địch bóng đá thế giới cần có quyền truy cập vào đất nước, nếu không thì không có Giải vô địch bóng đá thế giới. Điều đó hiển nhiên."
Tuy nhiên, bảo đảm sau đó được đưa ra bởi chính phủ rằng sẽ không có phân biệt đối xử như vậy.
Tổng thống Mỹ Donald Trump đe dọa các quốc gia có ý định ủng hộ đấu thầu Maroc để tổ chức Giải vô địch bóng đá thế giới 2026, tweeting: "Mỹ đã đặt ra một đấu thầu STRONG w/ Canada & México cho Giải vô địch bóng đá thế giới 2026. Sẽ là một điều đáng tiếc nếu các quốc gia mà chúng tôi luôn ủng hộ là vận động chống lại đấu thầu của Mỹ. Tại sao chúng ta nên ủng hộ những quốc gia này khi họ không ủng hộ chúng tôi (kể cả ở Liên Hợp Quốc)?"